# Connellsville
Connellsville è un comune della Pennsylvania, nella contea di Fayette.
Dalla fine del 1800 è presente una comunità italiana nella Little Italy.

## Geografia antropica

### Little Italy

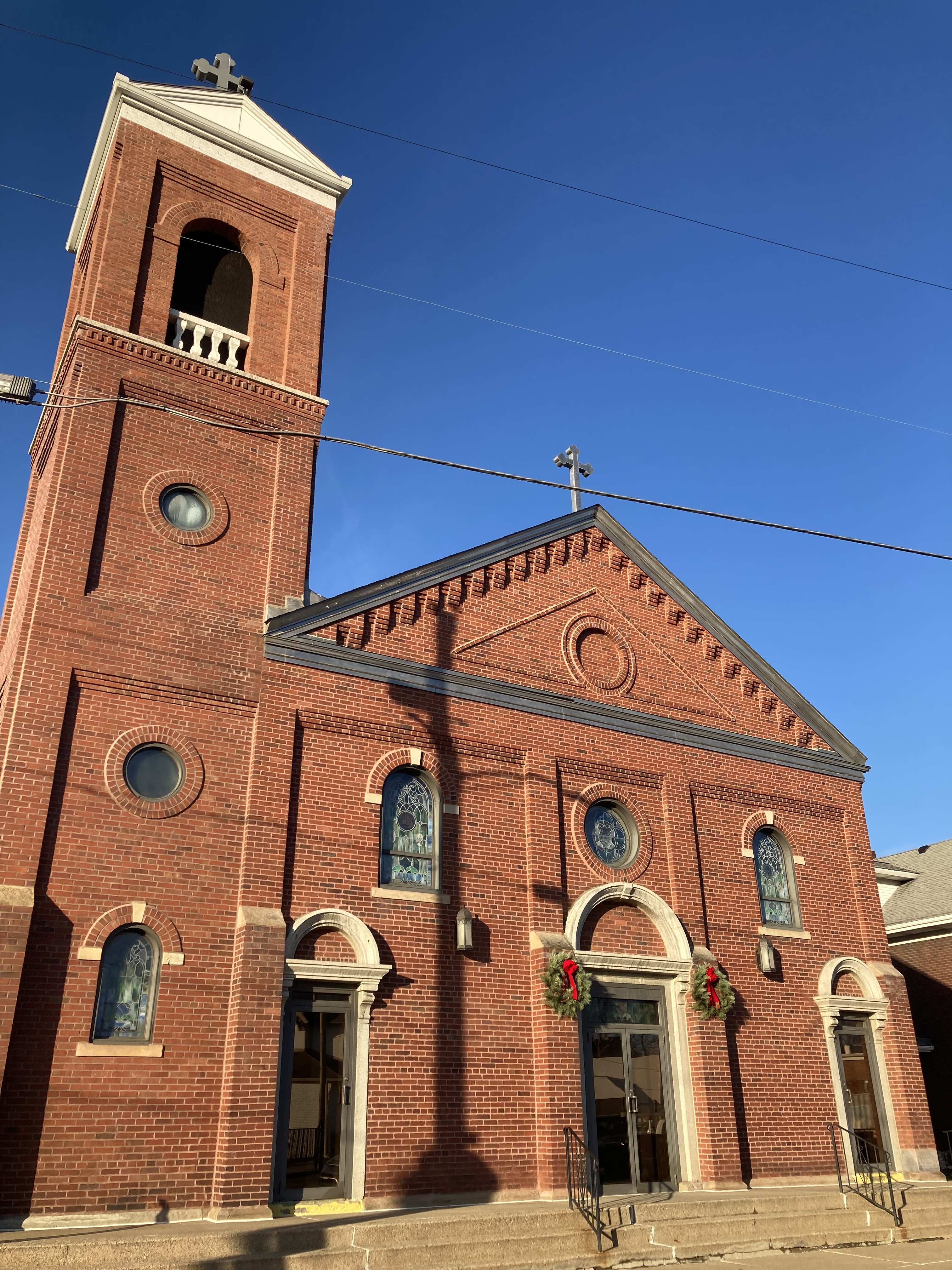
La chiesa di Santa Rita nel 2023

Tra il 1880 e il 1930, un'ondata di immigrati dall'Italia e da molti altri paesi europei arrivò a Connellsville, e nelle sue vicinanze, principalmente per lavorare nell'industria del carbone, dell'acciaio e delle locomotive. Molti degli immigrati italiani, principalmente dalla Campania (città di Napoli e Avellino), Abruzzo, Basilicata, Calabria e Sicilia, si stabilirono nei quartieri del lato ovest di quella che oggi è conosciuta come la città di Connellsville. In origine, la parte di Connellsville a ovest del fiume Youghiogheny fu incorporata come distretto di New Haven, ma con un provvedimento del 1909 New Haven fu annessa alla città di Connellsville. Il quartiere, precedentemente noto come "New Haven Hill", ora noto come "West Side Hill", era densamente popolato da immigrati italiani e dai loro discendenti italoamericani. Per questo la zona si è guadagnata il titolo di "Little Italy". Nella tradizione cattolica romana, il quartiere ha una santa patrona, ovvero santa Rita da Cascia.
Il quartiere è delimitato dalla West Crawford Avenue a sud, dalla Maple Street a nord, dalla North 12th Street a ovest e dalla West Crawford Avenue (che forma un angolo di 90 gradi) a sud, sebbene la popolazione italo-americana ha sempre avuto una forte presenza oltre i confini formali, tra cui Brookvale, Trotter, Hickory Bottom, Robinson Falls, Limestone Hill e il Lower West Side, dove si trova uno dei luoghi più centrali della cultura italo-americana a Connellsville: la chiesa di Santa Rita da Cascia, situata all'incrocio tra 2a Strada Sud e 1a Strada Sud.
C'è anche una forte presenza italo-americana nei quartieri di Association Grounds e North End, sul lato est del fiume Youghiogheny.

## Cultura

### Eventi

#### Festival italiano
Ogni anno, durante il fine settimana prima della festa della Madonna del Monte Carmelo, la chiesa ospita la festa, conosciuta notoriamente in tutta la città come "Fair Street Santa Rita."
Caratteristici sono i piatti della tradizione italiana, come cavatelli, i manicotti, la pasta e fagioli, salsiccia e peperoni, pizza e pasta fritta (zeppole).
Attività tradizionali sono gioco d'azzardo, la tombola, e la musica tradizionale italiana e italo-americana.

#### Annual West Side Hill Italian Bash
Ogni anno a luglio, la Little Italy su West Side Hill, è teatro di un grande festival per celebrare l'eredità italoamericana. La celebrazione si tiene su Banning Avenue, tra la North 11th Street e la North 10th Street. I punti salienti includono l'alzabandiera e il canto dell'inno nazionale italiano, Canto degli Italiani.
Per indicare l'inizio dell'evento, viene servito cibo tradizionale italiano, con degustazione di vini, selezioni della Molinaro Band (precedentemente nota come Royal Italian Band), viene suonata musica tradizionale italiana, ed è presente una lotteria a premi.
Uno spettacolo con fuochi d'artificio segna invece la fine della festa.